# Fisco

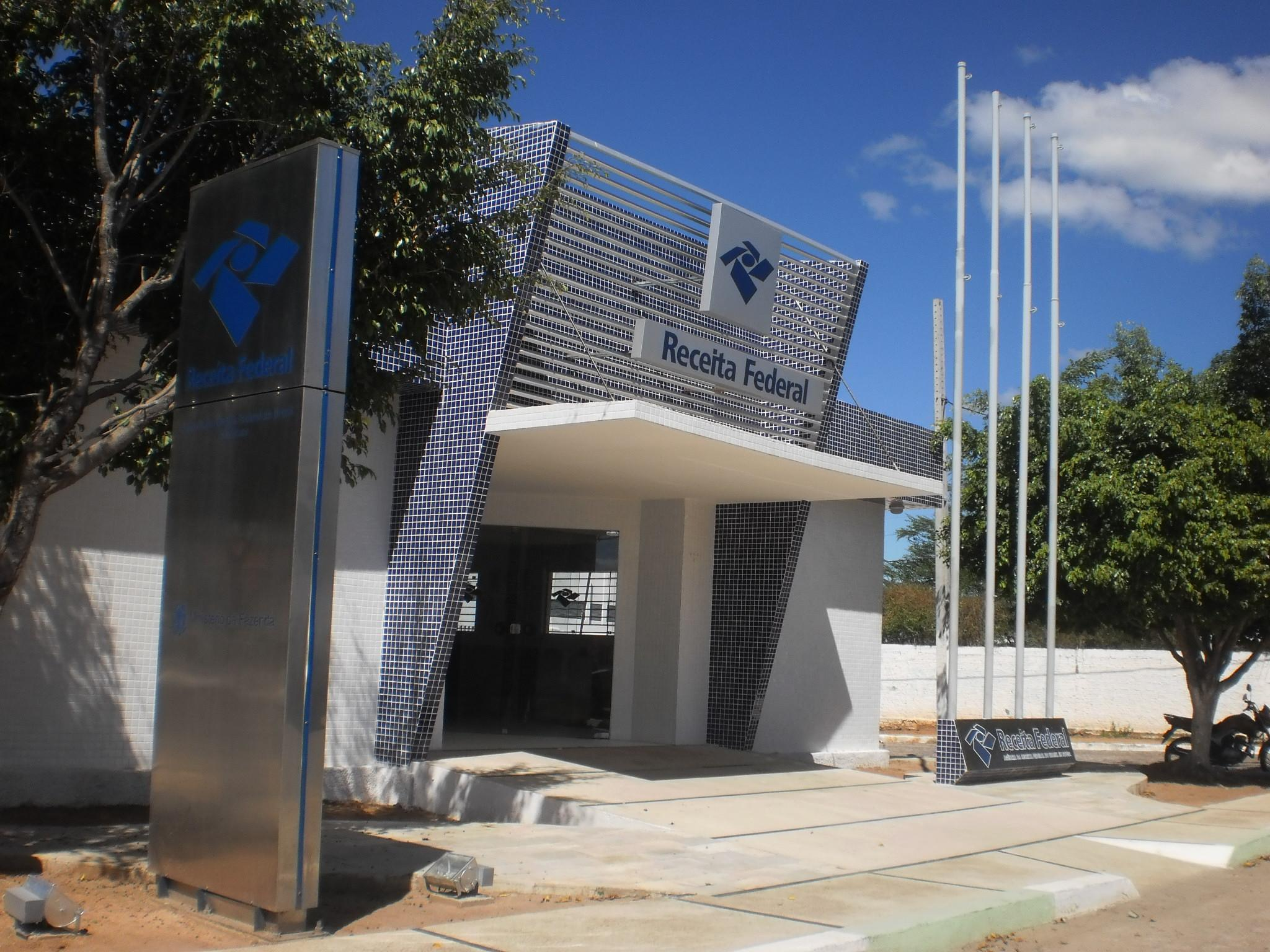
Agência da Receita Federal do Brasil em Sousa, na Paraíba

O termo fisco refere-se ao Estado como gestor do Tesouro público no que diz respeito a questões financeiras, económicas, patrimoniais e, especialmente, tributárias.

## História
A palavra teve origem na República Romana, onde o fiscus consistia um cesto de junco ou vime onde eram guardadas as receitas do Estado, sob responsabilidade dos questores. No Império, a palavra já aparecia com o sentido de administração fiscal, a cargo do imperador (príncipe; princeps). 
Inicialmente, o fisco de César (fiscus Caesaris) limitava-se ao Tesouro privado (patrimonium, res privata ou ratio privata) do imperador, cujas receitas provinham principalmente das províncias imperiais e cuja gestão ficava a cargo de funcionários nomeados pelo imperador. Ficavam de fora do seu domínio, portanto, as receitas públicas - o erário do povo romano (aerarium populi romani) - governadas pelo Senado e provenientes das províncias senatoriais, alfândegas e  confiscações, que eram administradas pelos cônsules e geridas pelos questores. Existia, ainda, o erário militar (aerarium militare), um fundo destinado a gratificar os militares veteranos, o qual rapidamente passou das mãos do Senado para a competência do Imperador. 
A partir do reinado de Augusto, o próprio erário do povo romano passou a ser por ele controlado, ainda que, oficialmente, o Senado mantivesse o governo desses recursos. De facto, para que se considerasse legítima a nomeação, pelo imperador, dos funcionários que fariam a gestão dos dinheiros públicos, Augusto começou por custear as despesas públicas com o seu próprio património. Estes gestores, facilmente controláveis pelo príncipe, eram chamados prefeitos do erário de Saturno (praefecti aerarii saturni), caso passassem a deter a gestão do erário público, ou prefeitos do erário militar (praefecti aerarii militaris), no caso de controlarem o erário militar. No final da dinastia flaviana, o fisco tornou-se efetivamente o eixo do ordenamento financeiro imperial, passando a receber receitas anteriormente pertencentes ao erário. Com Diocleciano, deixa de existir qualquer distinção entre fisco e erário.
A concentração dos poderes financeiros na pessoa do príncipe levará o jurisconsulto Herênio Modestino (século III) a proferir um célebre aforismo: in dubio contra fiscum - em caso de dúvida, contra o fisco - que deveria ser aplicado à interpretação das leis tributárias, visando à defesa dos interesses dos contribuintes. Esta regra de interpretação da lei parte do princípio de que o imposto restringe o direito de propriedade, pelo que se deve sempre decidir a favor dos particulares e não do Estado.